# Роботоздатність вибухових речовин
Роботоздатність вибухових речовин (рос. работоспособность взрывчатых веществ, англ. strength of explosives; нім. Arbeitsfähigkeit der Sprengstoffe) — здатність ВР проводити під час вибуху механічну роботу. Враховуючи велику швидкість розширення продуктів вибуху (ПВ), процес можна розглядати як адіабатичний.
Експериментально роботоздатність вибухових речовин визначають за кількістю механічної роботи, виконаної заданою масою ВР, що досліджується. Найпоширенішою є проба Трауцля, за якою ВР масою 10 г висаджують в глухому (ненаскрізному) каналі товстостінного свинцевого циліндра і вимірюють об'єм утвореної в ньому після вибуху порожнини (см3). Усереднені показники роботоздатності (см3) за пробою Трауцля для деяких типових промислових ВР: тротил — 280—320; амоніт № 6 — 350—360; амоніти, детоніти — 430—500; запобіжні ВР ІІІ-IV класів — 260—330; запобіжні ВР V—VI класів — 90-170.